# Spateldrongo

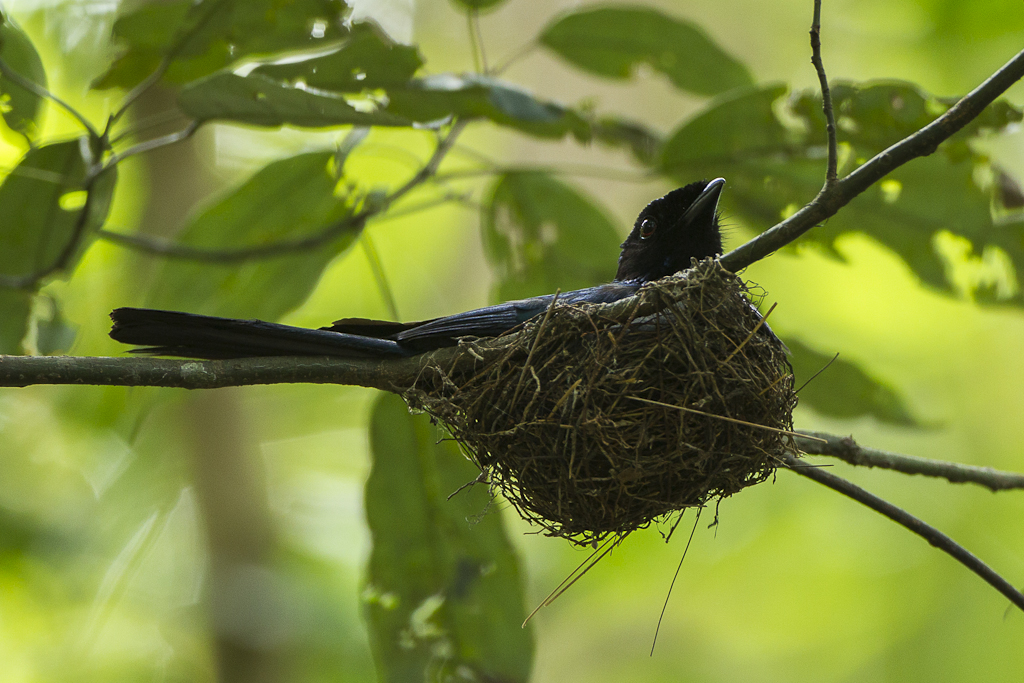
Brütender Spateldrongo

Der Spateldrongo (Dicrurus remifer) ist eine Vogelart aus der Familie der Drongos.
Er kommt auf dem indischen Subkontinent und in Südostasien vor: in  Bhutan, China, Indien, Indonesien, Java, Kambodscha Laos, Malaysia, Myanmar, Thailand und Vietnam.
Das Verbreitungsgebiet umfasst feuchten immergrünen Laubwald und laubabwerfenden tropischen Wald bis 2000 m Höhe, bevorzugt in schattigen Lichtungen oder Schneisen zu finden.

## Beschreibung
Der Spateldrongo ist 25 bis 28 cm groß, hinzu kommen die äußeren Schwanzfedern von etwa 30 bis 40 cm Länge. Das Männchen wiegt 39 bis 49, das Weibchen 35 bis 44 g. Er ist dem Flaggendrongo sehr ähnlich mit Federbusch auf der Stirn, ist aber insgesamt kleiner, hat keine Haube, der Schwanz ohne die verlängerten Außenfedern endet rechteckig. Die Flaggen sind kleiner und flacher.

## Stimme
Der Ruf des Männchens wird als äußerst variabel beschrieben mit dem größten Repertoire aller Drongos. Ausgezeichneter Stimmenimitator.

## Geografische Variation
Es werden folgende Unterarten anerkannt:
- D. r. tectirostris (Hodgson, 1836) – Himalayaausläufer von Nordindien (Uttarakhand) bis Arunachal Pradesh, Assam, Nagaland, Manipur und Mizoram, Bangladesch, Südchina, Myanmar, Nordthailand, Nordlaos und Vietnam
- D. r. peracensis (E. C. S. Baker, 1918) – Südmyanmar (Tenasserim), Thailand südlich bis Malaysia, Süden von Laos und Vietnam
- D. r. lefoli (Delacour & Jabouille, 1928) – Kambodscha (Chuor Phnom Krâvanh und Dâmrei-Mountains-Gebirge)
- D. r. remifer (Temminck, 1823), Nominatform – Sumatra (Barisangebirge und Batak Highlands) sowie Westjava

## Lebensweise
Die Nahrung besteht hauptsächlich aus Insekten wie Käfern, Schmetterlingen, geflügelten Termiten.
Die Brutzeit liegt zwischen April bis Juni, das kleine flache, schalenförmige Nest wird von beiden Geschlechtern gebaut.

## Gefährdungssituation
Der Bestand gilt als nicht gefährdet (Least Concern).